# 光州大邱高速道路
光州大邱高速道路（クァンジュテグこうそくどうろ、12号線）は、大韓民国南部の光州広域市北区を起点とし大邱広域市に至る高速国道（高速道路）。

## 概要
元々は88オリンピック高速道路（パルパルオリンピックこうそくどうろ、88올림픽고속도로）として開通した路線で、韓国の南部地方を東西で横断する高速道路として1984年に全区間が開通した。長らく暫定2車線であったが、2015年12月22日に4車線化・線形改良事業が完了し、同年から光州広域市を起点とする路線に指定を更新し、光州大邱高速道路に改称された。
暫定2車線の高速道路としては韓国で最後の路線であり、2004年の東海高速道路以来事業の進捗がなかったものの、2008年事業が再開され、2015年完成に至る。なお、暫定2車線のみならず、最後に残っていた高速道路本線での平面交差点であった南長水ICも同日から立体交差点の東南原ICとして移設開通、これにより韓国の高速道路での暫定2車線と平面交差点は解消された。
最初の区間は、潭陽郡付近の湖南高速道路の支線であった湖南高速道路潭陽線として1973年11月14日開通した道路である。1978年高速道路の路線番号の指定により高速国道3の2号となったが、1981年新たな東西道路として大邱から潭陽を結ぶ高速国道9号88オリンピック線となった。

### 路線データ
- 起点：光州広域市北区文興洞（文興JCT）
- 終点：大邱広域市達城郡玉浦邑（玉浦JCT）
- 全長：176.2 km
- 管理会社：韓国道路公社
- 制限最高速度 100 km/h
- 制限最低速度 50 km/h
- 車線数
  - 古西JCT～潭陽JCT：6車線
  - 東高霊IC～玉浦JCT：5～6車線[1]
  - 上記以外：4車線

## 歴史
- 1973年11月14日 古西JCT～潭陽IC間が湖南高速道路潭陽線として開通（暫定2車線）
- 1978年6月22日 高速国道3の2号大田順天線の支線として指定
- 1981年11月7日 起点を慶尚北道達城郡玉浦面、終点を全羅南道潭陽郡古西面に変更、同時に高速国道9号88オリンピック線として指定変更
- 1984年6月27日 潭陽IC～玉浦JCT間開通（暫定2車線）
- 2001年8月25日 高速国道路線指定令改正により路線番号を9号線から12号線に変更
- 2002年12月5日 全羅南道務安郡から光州広域市まで至る区間を新たに高速国道12号88オリンピック線として指定
- 2006年12月4日 東高霊IC～玉浦JCT間の移設・6車線拡張開通
- 2006年12月7日 古西JCT～潭陽IC間の移設・4～6車線拡張開通
- 2008年1月3日 全羅南道務安郡から光州広域市まで至る区間を高速国道12号務安光州線として88オリンピック線から分離
- 2008年11月20日 潭陽IC～高霊JCT間の移設・拡張事業着工[2]
- 2015年12月22日 潭陽IC～高霊JCT間の移設・4車線拡張開通。湖南高速道路文興JCT～古西JCTを新たに高速国道12号との共用区間と指定し、起点を光州広域市まで延伸。これにより路線の名称を高速国道12号光州大邱線（光州大邱高速道路）に変更。

## 道路状況

### 交通量
24時間交通量（台） 交通量統計年報（随時統計）
| 区間                | 1985年     | 1990年     | 1995年     | 2000年 | 2005年 | 2010年 | 2015年 | 2020年 | 2023年 |
| ------------------- | ---------- | ---------- | ---------- | ------ | ------ | ------ | ------ | ------ | ------ |
| 古西JCT - 潭陽JCT   | データなし | データなし | データなし | 11,403 | 7,896  | 11,689 | 13,441 | 18,410 | 21,214 |
| 潭陽JCT - 潭陽IC    | データなし | データなし | データなし | 11,403 | 7,896  | 14,240 | 17,397 | 22,101 | 27,311 |
| 潭陽IC - 淳昌IC     | データなし | データなし | データなし | 6,604  | 6,226  | 9,029  | 11,550 | 16,883 | 21,798 |
| 淳昌IC - 南原JCT    | 651        | 2,310      | 5,573      | 6,132  | 5,668  | 9,062  | 10,263 | 15,659 | 19,591 |
| 南原JCT - 南原IC    | 651        | 2,310      | 5,573      | 6,132  | 5,668  | 9,062  | 8,862  | 13,410 | 14,710 |
| 南原IC - 東南原IC   | データなし | データなし | データなし | 9,606  | 6,924  | 9,334  | 7,784  | 12,425 | 15,414 |
| 東南原IC - 智異山IC | データなし | データなし | データなし | 9,606  | 6,159  | 9,036  | 6,505  | 12,249 | 14,564 |
| 智異山IC - 咸陽IC   | データなし | データなし | データなし | 6,160  | 5,669  | 8,890  | 6,215  | 11,309 | 14,086 |
| 咸陽IC - 咸陽JCT    | 1,024      | 2,543      | 5,734      | 5,115  | 8,421  | 9,775  | 8,979  | 15,271 | 16,619 |
| 咸陽JCT - 居昌IC    | 1,024      | 2,543      | 5,734      | 5,115  | 7,363  | 9,602  | 8,001  | 13,700 | 16,849 |
| 居昌IC - 加祚IC     | データなし | データなし | データなし | 8,912  | 8.454  | 10.191 | 10.926 | 18.307 | 21.445 |
| 加祚IC - 海印寺IC   | データなし | データなし | データなし | 8,912  | 7,855  | 9,839  | 10,525 | 19,220 | 22,599 |
| 海印寺IC - 高霊IC   | 2,073      | 3,509      | 11,028     | 10,520 | 9,458  | 11,922 | 13,485 | 22,370 | 25,134 |
| 高霊IC - 東高霊IC   | データなし | データなし | データなし | 14,134 | 12,276 | 16,144 | 18,844 | 21,220 | 31,056 |
| 東高霊IC - 高霊JCT  | データなし | データなし | データなし | 18,057 | 15,842 | 21,527 | 30,196 | 34,944 | 38,326 |
| 高霊JCT - 玉浦JCT   | データなし | データなし | データなし | 18,057 | 15,842 | 19,301 | 27,170 | 34,266 | 41,708 |

## インターチェンジなど
| IC 番号                                 | 施設名                      | 施設名                      | 接続路線名                                 | 起点 から (km)              | 備考                                        | 所在地                      | 所在地                      |
| 湖南高速道路 全州・光州方面             | 湖南高速道路 全州・光州方面 | 湖南高速道路 全州・光州方面 | 湖南高速道路 全州・光州方面                | 湖南高速道路 全州・光州方面 | 湖南高速道路 全州・光州方面                 | 湖南高速道路 全州・光州方面 | 湖南高速道路 全州・光州方面 |
| --------------------------------------- | --------------------------- | --------------------------- | ------------------------------------------ | --------------------------- | ------------------------------------------- | --------------------------- | --------------------------- |
| 9-1                                     | 文興JCT                     | 문흥 분기점                 | 光州広域市道第2循環路 国道29号（東門大路） | 0.0                         | 書類上の起点                                | 光州広域市 北区             | 光州広域市 北区             |
| TG                                      | 東光州TG                    | 동광주 요금소               |                                            | 1.9                         | 本線料金所                                  | 光州広域市 北区             | 光州広域市 北区             |
| 12                                      | 古西JCT                     | 고서 분기점                 | 高速国道25号湖南線                         | 4.8                         | 湖南高速道路との共用区間 （文興JCTまで）    | 全羅南道 潭陽郡             | 全羅南道 潭陽郡             |
| 13                                      | 潭陽JCT                     | 담양 분기점                 | 高速国道253号高敞潭陽線                    | 8.1                         |                                             | 全羅南道 潭陽郡             | 全羅南道 潭陽郡             |
| 14                                      | 潭陽IC                      | 담양 나들목                 | 国道29号（竹郷大路）                       | 11.4                        |                                             | 全羅南道 潭陽郡             | 全羅南道 潭陽郡             |
| SA                                      | 剛泉山SA                    | 강천산 휴게소               |                                            | 26.8                        | 旧・淳昌休憩所                              | 全北特別自治道              | 淳昌郡                      |
| 15                                      | 淳昌IC                      | 순창 나들목                 | 校星路・淳昌路                             | 29.6                        |                                             | 全北特別自治道              | 淳昌郡                      |
| 16                                      | 南原JCT                     | 남원 분기점                 | 高速国道27号順天完州線                     | 47.2                        |                                             | 全北特別自治道              | 南原市                      |
| SA                                      | 南原駐車場                  | 남원 주차장                 |                                            | 50.4                        | サービスエリア予定地 （未開業で駐車場表記） | 全北特別自治道              | 南原市                      |
| 17                                      | 南原IC                      | 남원 나들목                 | 国道24号（忠情路）                         | 56.2                        |                                             | 全北特別自治道              | 南原市                      |
| 18                                      | 東南原IC                    | 동남원 나들목               | 南長路                                     | 65.7                        |                                             | 全北特別自治道              | 南原市                      |
| SA                                      | 智異山SA                    | 지리산 휴게소               |                                            | 75.0                        |                                             | 全北特別自治道              | 南原市                      |
| 19                                      | 智異山IC                    | 지리산 나들목               | 南原市道29号（引月場ト路・阿栢路）         | 77.2                        |                                             | 全北特別自治道              | 南原市                      |
| 19-1                                    | 西咸陽ハイパスIC            | 서함양 하이패스 나들목      | 咸陽郡道16号（瓶谷池谷路）                 | 91.2                        | 大邱方面のみ出入り可能                      | 慶尚南道                    | 咸陽郡                      |
| 20                                      | 咸陽IC                      | 함양 나들목                 | 地方道1084号（孤雲路）                     | 95.0                        |                                             | 慶尚南道                    | 咸陽郡                      |
| 21                                      | 咸陽JCT                     | 함양 분기점                 | 高速国道35号統営大田線                     | 96.9                        |                                             | 慶尚南道                    | 咸陽郡                      |
| SA                                      | 咸陽山参コルSA              | 함양 산삼골 휴게소          |                                            | 100.4                       | 別称・東西ふれあいの広場 （동서만남의광장） | 慶尚南道                    | 咸陽郡                      |
| 22                                      | 居昌IC                      | 거창 나들목                 | 国道24・26号（居咸大路）                   | 121.1                       |                                             | 慶尚南道                    | 居昌郡                      |
| 23                                      | 加祚IC                      | 가조 나들목                 | 地方道1099号（芝山路）                     | 131.6                       |                                             | 慶尚南道                    | 居昌郡                      |
| SA                                      | 居昌韓SA                    | 거창 韓 휴게소              |                                            | 134.0                       |                                             | 慶尚南道                    | 居昌郡                      |
| 24                                      | 海印寺IC                    | 해인사 나들목               | 海印寺方面 地方道1036・1084号（伽倻山路）  | 146.5                       | ランプは旧本線を活用                        | 慶尚南道                    | 陜川郡                      |
| 25                                      | 高霊IC                      | 고령 나들목                 | 地方道907号（双双路）                      | 152.9                       |                                             | 慶尚北道 高霊郡             | 慶尚北道 高霊郡             |
| 26                                      | 東高霊IC                    | 동고령 나들목               | 地方道905号（星山路）                      | 164.9                       |                                             | 慶尚北道 高霊郡             | 慶尚北道 高霊郡             |
| 27                                      | 高霊JCT                     | 고령 분기점                 | 高速国道45号中部内陸線                     | 166.3                       | 昌原方面⇔大邱方面の通行は不可               | 慶尚北道 高霊郡             | 慶尚北道 高霊郡             |
| SA                                      | 論工SA                      | 논공 휴게소                 |                                            | 169.0                       |                                             | 大邱広域市 達城郡           | 大邱広域市 達城郡           |
| 28                                      | 玉浦JCT                     | 옥포 분기점                 | 高速国道451号中部内陸支線                  | 176.2                       | 光州方面⇔玄風方面の通行は不可               | 大邱広域市 達城郡           | 大邱広域市 達城郡           |
| 中部内陸高速道路支線 南大邱・西大邱方面 |                             |                             |                                            |                             |                                             |                             |                             |